# Arnold Wetl
Arnold Wetl (født 2. februar 1970 i Eibiswald, Østrig) er en tidligere østrigsk fodboldspiller (midtbane).
Wetl spillede langt størstedelen af sin karriere i hjemlandet, hvor han blandt andet tilbragte elleve sæsoner hos Sturm Graz. Han spillede også en sæson i den portugisiske storklub FC Porto, hvor han var med til at vinde mesterskabet.
Wetl spillede desuden 21 kampe og scorede fire mål for det østrigske landshold. Han var en del af det østrigske hold til VM i 1998 i Frankrig. Her spillede han fra start i alle landets tre kampe, men kunne ikke forhindre at holdet røg ud efter det indledende gruppespil.